# Vágar (municipio)
Vágar es un municipio de las Islas Feroe que comprende la mitad oriental de la isla de Vágar. Para 2011 tiene 1.940 habitantes y su capital es el pueblo de Miðvágur.

## Historia
El primer municipio de Vágar se fundó en 1911 e incluía toda la isla del mismo nombre. Fue de corta duración, pues en 1915 se dividió en cuatro: Miðvágur, Sandavágur, Sørvágur y Bøur. El actual municipio de Vágar se formó el 1 de enero de 2009 con la fusión de los municipios de Miðvágur y Sandavágur y a diferencia del primero, solo incluyó la parte oriental de la isla, ya que la porción occidental pertenece al municipio de Sørvágur.

## Demografía
El municipio de Vágar tiene en 2011 una población estimada de 1.940 personas. Dentro de sus límites se encuentran 3 localidades: Miðvágur, Sandavágur y Vatnsoyrar. La mayor localidad es Miðvágur, que además es la sede administrativa del municipio.
| Localidad  | Hab.  |
| ---------- | ----- |
| Miðvágur   | 1.059 |
| Sandavágur | 828   |
| Vatnsoyrar | 53    |
| TOTAL      | 1.940 |

## Política
En 2008 se realizaron las primeras elecciones para el nuevo municipio de Vágar, que se creó oficialmente el 1 de enero de 2009. Se postularon cuatro listas independientes, de las cuales tres se repartieron los 12 asientos del concejo municipal. Albert Ellefsen, del Partido Popular, ocupa el cargo de alcalde, si bien su lista no obtuvo la mayoría de votos en las elecciones.